# Amblygobius esakiae
Amblygobius esakiae är en fiskart som beskrevs av Herre, 1939. Amblygobius esakiae ingår i släktet Amblygobius och familjen smörbultsfiskar. Inga underarter finns listade i Catalogue of Life.